# ونتقومدا
ونتقومدا (به اسپانیایی: Ventaquemada) یک سکونتگاه مسکونی در کلمبیا است که در Central Boyacá Province واقع شده‌است.